# Stefan Lanka

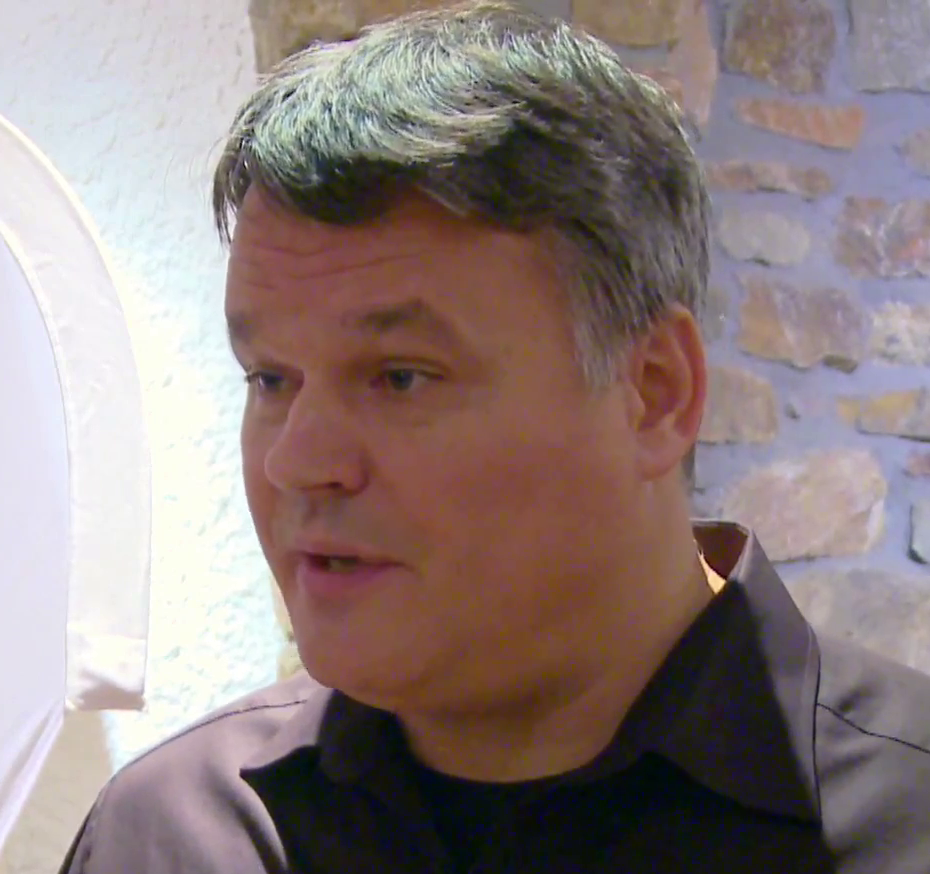
Lanka im Jahr 2016

Stefan Thomas Josef Lanka (* 27. September 1963 in Langenargen) ist ein deutscher Autor. Er vertritt verschiedene wissenschaftlich widerlegte Positionen wie die der AIDS-Leugnung, ist Verschwörungsideologe und Impfgegner. Einer breiteren Öffentlichkeit wurde er durch einen Prozess bekannt, in dem es um seine Leugnung der Existenz des Masernvirus ging.

## Leben und Wirken
Stefan Lanka wurde 1963 am Bodensee geboren. Er studierte Biologie an der Universität Konstanz, wo er 1989 seine Diplomarbeit Untersuchungen über Virus-Befall bei marinen Braunalgen vorlegte. 1994 wurde er an gleicher Stelle mit einer Dissertation zum Thema Molekularbiologische Untersuchungen der Virus-Infektion bei Ectocarpus siliculosus (Phaeophyceae) zum Dr. rer. nat. promoviert.
1997 gründete Lanka, gemeinsam mit Karl Krafeld, den Verein für Wissenschaft, Medizin und Menschenrechte e. V., der viele höchst zweifelhafte und zum Teil gefährliche Hypothesen in der Öffentlichkeit verbreitet. Aus diesem Verein ging später der klein-klein-Verlag hervor. Seit 2003 betreibt Lanka die impfgegnerische Website und das gleichnamige Magazin „Wissenschafftplus“. Lanka nahm auch Verbindung zu Ryke Geerd Hamer auf, der ebenfalls sehr merkwürdige Theorien vertrat. 2006 wurde Lanka wegen Beleidigung eines Staatsanwaltes zu einer Geldstrafe verurteilt. 2007 erfolgte eine weitere Verurteilung wegen Beleidigung des Leiters des Gesundheitsamtes Stuttgart. 2010 beleidigte Lanka Mitarbeiter des Landratsamtes Bautzen, denen er in einem Fax „kriminelle Energie und Idiotie“ vorwarf. Auch wegen einer Beleidigung von Reinhard Kurth, der damals Präsident des Robert-Koch-Instituts war, erhielt Lanka einen Strafbefehl.

## Verschwörungstheorien
Lanka vertritt die Ansicht, dass keine Viren existieren, die Krankheiten verursachen. Lanka stellt zum Beispiel die Hypothese auf, AIDS werde nicht durch ein HI-Virus verursacht; vielmehr sei AIDS erfunden worden, um Chemotherapeutika an homosexuellen Männern auszuprobieren. Auch die Vogelgrippe H5N1 wird nach seiner Ansicht nicht durch ein Virus hervorgerufen. Die moderne Medizin bezeichnet er als wichtigste Stütze von Diktaturen und undemokratischen Regierungen. Zudem leugnet er, dass das Ebolafieber durch Viren (Ebolaviren) übertragen wird.
In einem Interview mit der der sogenannten Germanischen Neuen Medizin nahestehenden Zeitung FAKTuell sagte Lanka: „Biologische Strukturen dagegen, die etwas Negatives machen sollen, hat man nie gesehen. Die Grundlage des biologischen Lebens ist das Miteinander, ist die Symbiose, und da gibt es keinen Platz für Krieg und Zerstörung. Krieg und Zerstörung im biologischen Leben ist eine Zuschreibung kranker und krimineller Hirne.“ Damit widerspricht er unstrittigen Erkenntnissen der Toxikologie, denen zufolge die stärksten Gifte biologischer Natur sind (Bsp.: Schlangengifte, Pflanzengifte, Pilzgifte, Botulinumtoxin). Gleichzeitig steht seine Aussage in Widerspruch zu der Tatsache, dass beispielsweise Gifte in der Natur eine wichtige Rolle spielen, etwa zur Verteidigung gegen Fressfeinde oder zur Jagd. Lankas einseitige Darstellung der Evolution als Prozess rein kooperativer Interaktionen widerspricht der biologischen Erkenntnis, dass auch der Konkurrenzkampf um Ressourcen (Nahrung, Lebensraum, Geschlechtspartner) und „Fressen und gefressen werden“ wichtige Triebfedern der Evolution sind.
Auch gegenüber den Maßnahmen gegen die COVID-19-Pandemie, speziell den SARS-CoV-2-Impfstoffen, äußerte er sich verschwörungstheoretisch.
Seine unwissenschaftlichen Thesen verbreitet Lanka im Internet, bei Vorträgen oder in Büchern.

## Masern-Prozess
Im Jahr 2011 lobte Stefan Lanka ein Preisgeld von 100.000 Euro für den Nachweis der Existenz und die Bestimmung der Größe des Masernvirus aus, dessen Existenz er aufgrund seiner Theorien bestreitet. Der Mediziner David Bardens ließ Lanka deshalb sechs wissenschaftliche Veröffentlichungen renommierter medizinischer Fachzeitschriften zukommen, die die Existenz des Virus belegen. Da Lanka die Auszahlung des Preisgeldes mehrfach verweigert hatte, zog Bardens Anfang 2014 vor Gericht, um das Preisgeld einzuklagen. Am 12. März 2015 erging ein Urteil des Landgerichts Ravensburg gegen Lanka, in dem dieser zur Zahlung des Preisgeldes verurteilt wurde, da das Gericht zu der Auffassung kam, dass die Kriterien des Preisausschreibens sowohl formal als auch inhaltlich erfüllt seien. Lanka kündigte an, in Berufung gehen zu wollen. Das Amtsgericht Tettnang bestätigte im September 2015 den Zahlungseingang von 121.000 Euro, womit der kurz zuvor gegen Lanka erlassene Haftbefehl außer Kraft gesetzt wurde. David Bardens konnte das Preisgeld nach der Hinterlegung einer Sicherheitsleistung in Höhe von 110.000 Euro trotz eingelegter Berufung einfordern, da das Urteil vorläufig vollstreckbar war. Die Berufung ging an das Oberlandesgericht Stuttgart (OLG).
Im Verfahren in Stuttgart kam es zu einer Wende im Prozess: Der „Impfgegner muss nicht zahlen.“ Der Grund dieser Entscheidung vom 16. Februar 2016 liegt im besonderen Wesen einer Auslobung: Der Auslober (Lanka) habe sich eine einzige Arbeit mit dem Beweis gewünscht, der Kläger habe hingegen mehrere Publikationen geliefert, die nur in der Summe den Nachweis erbringen können. Daher wurde der Berufung im Wesentlichen stattgegeben. Der Pressesprecher des OLG, Stefan Schüler, betonte aber, dass gemäß eingeholten Sachverständigengutachten die vom Kläger (Bardens) vorgelegten Studien in einer ganzheitlichen Betrachtung „sowohl den Nachweis der Existenz der Masernviren sowie die Auskunft über deren Durchmesser“ erbracht haben.
Nach dem Urteil des Oberlandesgerichts Stuttgart legte Bardens Nichtzulassungsbeschwerde beim Bundesgerichtshof (BGH) ein. Diese wurde am 20. Januar 2017 vom BGH verworfen. Damit ist das Urteil des OLG rechtskräftig.

## Einordnung durch die Wissenschaft und Kritik
Im akademischen Diskurs wird Lanka aufgrund seiner unwissenschaftlichen Thesen nicht beachtet. Einige Mediziner und Wissenschaftler weisen allerdings auf die Gefahren hin, die aus seinen Aussagen für Laien entstehen könnten: Wo kein Virus ist, müsse man ja keine Vorsichtsmaßnahmen treffen. Dies könne zu gefährlich laxen Verhütungsmaßnahmen verführen, was dann zu einer Zunahme auch von sexuell übertragbaren Krankheiten führen würde. Da sich Lanka gegen Impfungen ausspricht, wird er in der Impfgegner-Szene als „Aushängeschild“ angesehen; dies trägt zur Verbreitung vermeidbarer Erkrankungen bei. Der Ausbruch von Masernerkrankungen im Kindergarten erklärt Lanka durch die zu frühe Trennung der Kinder von ihren Müttern.
Kritiker halten Lanka zudem seine positive Bezugnahme auf die sogenannte Germanische Neue Medizin von Ryke Geerd Hamer vor.

## Negativ-Auszeichnungen
- 2015 erhielt Lanka den Negativpreis „Goldenes Brett vorm Kopf“.[17]

## Veröffentlichungen (Auswahl)
- Untersuchungen über Virus-Befall bei marinen Braunalgen. Diplomarbeit, Universität Konstanz 1989, (online)
- Molekularbiologische Untersuchungen der Virus-Infektion bei Ectocarpus siliculosus (Phaeophyceae). Dissertation, Universität Konstanz 1994.
- mit M. Klein, R. Knippers und D. G. Müller: Coat protein of the Ectocarpus siliculosus virus. In: Virology. 206(1), 10. Jan 1995, S. 520–526. PMID 7831806.
- mit M. Klein, R. Knippers und D. Müller: Sum Single-stranded regions in the genome of the Ectocarpus siliculosus virus. In: Virology. Band 202, Nr. 2, 1. Aug 1994, S. 1076–1078. PMID 8030215.
- mit M. Klein, U. Ramsperger, D. G. Müller und R. Knippers: Sum Genome structure of a virus infecting the marine brown alga Ectocarpus siliculosus. In: Virology. Band 193, Nr. 2, Apr 1993, S. 802–811. PMID 8460486.
- mit Karl Krafeld: Das Völkerstrafgesetzbuch verlangt die Überwindung der Schulmedizin! mit Analysen des globalen AIDS- und Impfverbrechens und einem Beitrag über die lebensbejahende Medizin der Zukunft, der neuen Medizin des Dr. Ryke Geerd Hamer. Klein-klein-Verlag, Stuttgart 2004, ISBN 3-937342-11-7.
- mit Veronika Widmer und Susanne Brix: Der Masern-Betrug: die Masernimpfung, SSPE, Schulausschlüsse, Impfpflicht; die Masernerkrankung aus der Sicht der neuen Medizin und der Homöopathie. Klein-klein-Verlag, Stuttgart 2006, ISBN 3-937342-16-8.
- mit Veronika Widmer: Alles über die Grippe, die Influenza und die Impfungen. Klein-klein-Verlag, Stuttgart 2006, ISBN 3-937342-22-2.
- Die Vogelgrippe: der Krieg der USA gegen die Menschheit. Klein-klein-Verlag, Stuttgart 2006, ISBN 3-937342-15-X.
- mit Karl Krafeld: Impfen und AIDS: der neue Holocaust – die deutsche Justiz ist hierfür verantwortlich! Klein-klein-Verlag, Stuttgart 2007, ISBN 978-3-937342-19-1.
- Ursula Stoll und Stefan Lanka: Corona: weiter ins Chaos oder Chance für ALLE? Praxis Neue Medizin Verlag, Schwäbisch Hall 2020, ISBN 978-3-942689-22-9, S. 210.